# The Spencer Davis Group
The Spencer Davis Group  – brytyjska grupa rockowa założona w latach sześćdziesiątych w Birmingham. W okresie największej popularności grupa składała się ze Spencera Davisa, Steve’a Winwooda, Muffa Winwooda oraz Pete’a Yorka.

## Dyskografia

### Albumy wydane w Wielkiej Brytanii
- Their 1st LP (1965)
- The 2nd LP (1966)
- Autumn '66 (1966)
- With Their New Face On (1968)
- Funky (1997; nagrany w 1968)

### Albumy wydane w USA
- I'm a Man (1966)
- Gimme Some Lovin' (1967)
- With Their New Face On (1968)

### Wydania specjalne
- The Somebody Help Me Project (1993)

### Single
- Dimples (1964)
- I Can't Stand It (1964)
- Every Little Bit Hurts (1965)
- Strong Love (1965)
- Keep On Running (1965)
- Somebody Help Me (1966)
- When I Come Home (1966)
- Gimme Some Lovin (1966)
- I'm a Man (1967)
- Time Seller (1967)
- Mr Second Class (1968)
- After Tea (1968)